# Головпоштамт (Дніпро)
Дніпровський головпоштамт — пам'ятка історії та архітектури місцевого значення на проспекті Дмитра Яворницького у Дніпрі. Комплекс складається з двох корпусів: «старого» (садиба початку XIX сторіччя) та «нового», зведений у 1905 за проектом архітектора Бочарова спеціально для поштової та телеграфної контори.

## Історія

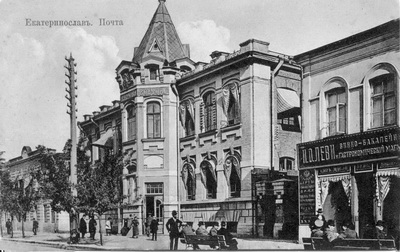
Пошта на початку ХХ сторіччя.

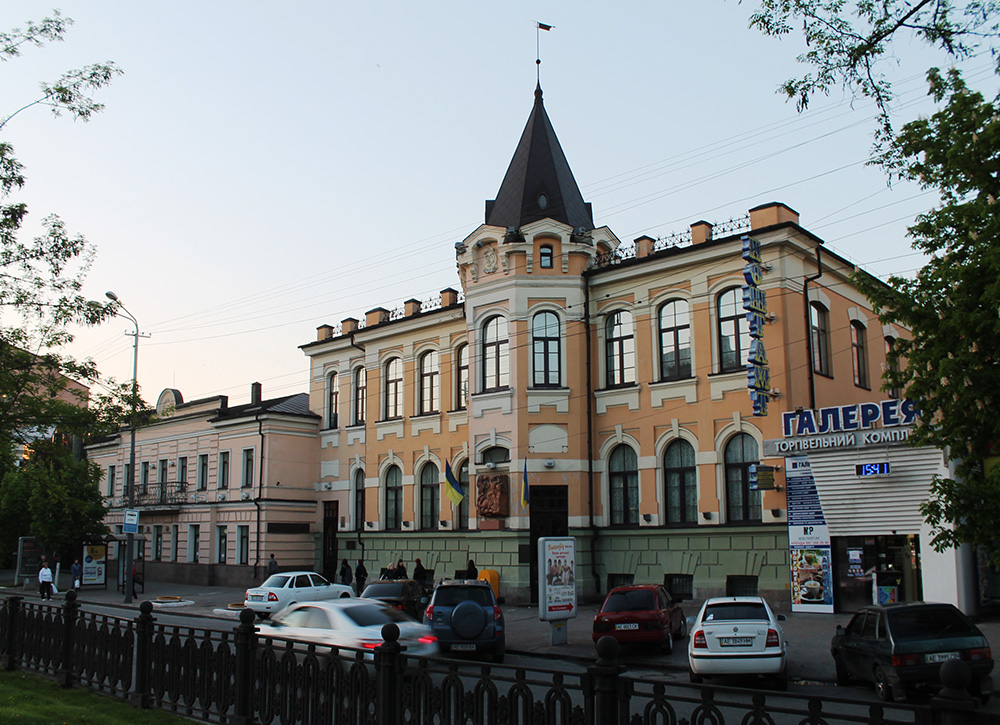
Будинок з вежею – "новий" корпус, будинок з балконом – "старий" (садиба Щекутіна).

Перша поштова контора Катеринослава почала роботу ще у 1787 році. З ростом міста потреби у поштовому зв'язку щороку зростали, тож у 1839 міська влада викупила для нової контори садибу А. Щекутіна на Катерининському проспекті. 
Бурхливе зростання міста вимагало розширення замалого поштамту. У 1905 до колишньої садиби Щекутіна добудували "новий" корпус поштової і телеграфної контори. Петербурзький архітектор В. В. Бочаров виконав будівлю в популярному на той час стилі модерну. Вишукана вежа головпоштамту стала одним з найбільш упізнаваних символів Катеринослава.
Оскільки поштовий зв'язок на початку ХХ сторіччя мав ключове соціальне значення, під час революції за будівлю головпоштамту велися запеклі бої. У грудні 1917 профспілковий комітет поштово-телеграфної контори засудив більшовицький переворот і висловив підтримку Центральній Раді. 
Під час вирішального протистояння 27–29 грудня сили Української народної республіки закріпилися в будівлі головпоштамту. Звідти вони телефоном неодноразово передавали ультиматуми більшовикам, чия ставка розташовувалася навпроти – у Будинку губернатора. Окрім того, червоноармійці вели обстріл пошти з даху готелю "Асторія". 29 грудня більшовики отримали підкріплення і українські солдати були змушені залишити позиції. Пізніше, в радянські часи, на головпоштамті було встановлено пам'ятну дошку про "розгром останнього осередку контрреволюції". 
У 2005, до сторічного ювілею, будівля головпоштапу пережила капітальний ремонт – відреставроване і зовнішнє, і внутрішнє оздоблення будівлі. Ще одна меморіальна дошка, у центральній залі поштамту, повідомляє, що за вікову історію закладу в ньому побували: Дмитро Яворницький, Нестор Махно, Олексій Толстой, Олесь Гончар, Максим Рильський, Леонід Брежнєв, Володимир Щербицький.